# Iris Mai
Iris Mai (Iris Bröder de nacimiento, Halle, 17 de septiembre de 1962) es una ajedrecista alemana. La Federación Internacional de Ajedrez (FIDE) le concedió el título de Maestro Internacional Femenino.

## Ajedrez
Empezó su carrera como ajedrecista en el BSG Buna Halle. Con quince años participó en su primer torneo femenino en Torgelow, en la República Democrática Alemana (RDA), competición que ganó Petra Feustel. Fue campeona infantil de la RDA en los años 1977 y 1980. Su entrenador era Uwe Bönsch. En 1981 consiguió la Insignia Deportiva de oro. En julio de 1986 conquistó su tercer torneo en Nałęczów, Polonia, y a consecuencia de ello la FIDE le otorgó el título de Maestro Internacional Femenino.

### Campeonatos individuales femeninos
Después del campeonato de 1978, en 1979 fue tercera en Suhl, y jugó en todos los campeonatos femeninos (excepto en 1985) hasta el disputado en Zittau en 1989. Ganó el Campeonato de Ajedrez Femenino de la RDA en 1982 (Salzwedel), 1984 (Eilenburg) y 1987 (Glauchau); quedó segunda en tres ocasiones: 1981 (Fürstenwalde) y 1983 (Cottbus), por detrás de Annett Wagner-Michel, y en 1986 (Nordhausen) por detrás de Carola Manger. Desde el campeonato de 1989 dejó de utilizar el apellido Bröder y empezó a competir como Iris Mai.
En el campeonato de partidas rápidas de mujeres de la RDA disputado en Halle wn 1981 quedó segunda por detrás de Brigitte Burchardt.

### Campeonatos por equipos
En 1979 y 1981 ganó el campeonato por equipos de partidas rápidas de mujeres de la RDA con la asociación BSG Buna Halle. En la primera Bundesliga de Ajedrez femenina compitió entre 1991 y 1998 para el USV Halle, aunque en temporada 1991-92 fue reserva y no jugó. Entre 1998 y 2004 jugó con el SSV Rotation Berlin, y desde 2004 con el Rotation Pankow.